# Pietro Fraticelli
Pietro Fraticelli (Firenze, 16 dicembre 1803 – Firenze, 18 dicembre 1866) è stato un editore, critico letterario e matematico italiano.

## Biografia
Nacque a Firenze in una famiglia modesta, figlio dei calzolai Giovacchino Fraticelli e Vittoria Picchianti. Dimostrandosi molto portato per lo studio, il padre volle fargli ottenere una buona istruzione, e Fraticelli divenne quindi allievo di Giovanni Inghirami. Ebbe un'istruzione poliedrica, che lo portò ad essere esperto sia di matematica (sviluppò in seguito trattati di aritmetica e algebra) che di letteratura.
Dopo una prima vocazione religiosa, all'inizio degli anni 1820 cambiò idea e si diede alla vita gaudente, tanto che la polizia del Granducato di Toscana cominciò a seguirne i movimenti temendo che fosse un facinoroso. Sentitosi braccato dalle autorità toscane progettò di fuggire nell'Impero ottomano, ma la sua fuga venne fermata dal suo maestro Mauro Bernardini, che mise una buona parola per lui con le autorità e allontanò da lui il sospetto di essere un rivoluzionario. Per non essere reclutato coattamente nell'esercito granducale, Fraticelli fu costretto a lavorare nella stamperia dello stesso Bernardini, che tuttavia cessò le attività nel 1827. Si trasferì quindi presso l'editore Molini, che aveva riconosciuto le sue capacità, collaborando con lui fino al 1838, quando decise di mettersi in proprio. Durante gli anni 1830 sviluppò una passione per Dante Alighieri e le sue opere, concentrando su di esse la propria attività editoriale.
Presto le stampe Fraticelli divennero ben conosciute nel granducato, soprattutto per la loro precisione e affidabilità, a dispetto di una qualità tipografica non sempre eccelsa. Attivo anche a livello letterario, compose nel 1842 una tragedia in versi, Gualtiero, che ottenne un buon successo nella successiva stagione teatrale fiorentina. Durante i moti del 1848 si schierò coi rivoluzionari e pubblicò un giornale politicamente orientato, lo Stenterello, presto tuttavia chiuso dalle autorità toscane per le sue posizioni estreme. Dal 1857 fu invece accademico della Crusca.
Nel 1860 pubblicò la Divina Commedia da lui integralmente commentata, seguita poco dopo da una biografia del Sommo Poeta. Nel 1861 decise di dedicarsi completamente alla critica su Dante e vendette la propria casa editrice. Contribuì quindi alla stesura di una delle prime edizioni internazionali dell'opera dantesca, curata da lord Vernon ed edita a Londra a partire dal 1858. Nonostante le sue posizioni rivoluzionarie, la salute declinante gli impedì di avere un ruolo attivo nell'Unità d'Italia, e si spense nella sua casa di Firenze nel 1866.